# Georges Cantournet
 (mars 2012).
Si vous disposez d'ouvrages ou d'articles de référence ou si vous connaissez des sites web de qualité traitant du thème abordé ici, merci de compléter l'article en donnant les références utiles à sa vérifiabilité et en les liant à la section « Notes et références ».
Georges Cantournet est un accordéoniste originaire du Massif central, et encore bien connu dans cette région. Ses parents étaient nés dans le Cantal, et il était le neveu direct (parent au 3e degré) de Martin Cayla (1889 - 1951), grande figure parisienne du folklore auvergnat. Son répertoire est essentiellement consacré au folklore auvergnat et limousin. Il joue à la tête d’un orchestre régional de taille variable, comprenant toujours un cabrétaire. Lui-même joue aussi de la cabrette. Il enregistra de nombreux disques dans les années 1940 à 1960. Il décéda précocement le 17 octobre 1961 à l'âge de 43 ans, à l'apogée de sa renommée, alors qu'il allait atteindre le million de disques vendus. Son style musical est plus proche du folklore que du musette. Plusieurs de ses enregistrements d'origine ont été réédités récemment en CD, notamment certains 78TM qu'il avait enregistrés sous le label Le Soleil de Martin Cayla.
Une collection de rééditions récentes est éditée sous le titre Mon Auvergne Jolie, à écouter sur le site musicMe.
Sur le site Deezer il est possible d'écouter les collections de réédition Danse et chants d'auvergne (2007) et Un Brin D'auvergne Avec Georges Cantournet (2010).

## Compositions (seul ou1erauteur)
Valses
- Joyeuse pastourelle
- La Valse des chasseurs
- Refrains dans les bois
- Mon Val de Loire
- Café, bois, charbon
- Le vielleux de Chavignol

Bourrées
- Jolie Musette (avec Jonato)
- La Bourrée du Morvan

Marches
- Marie ! Ouvre la barrière

Mazurkas
- L’Auvergnate
- Vive l'Auvergne

## Discographie
45 TM
- Folklore du Limousin, Disque Festival FY 45 2067 S
- Les Fiancés d’Auvergne, Disque Festival FY 45 2219 S

33 TM
- Georges Cantournet et son orchestre régional – Disque Festival FLDZ 326